# Ligier JS27
A Ligier JS27 egy Formula–1-es versenyautó, amellyel a Ligier csapat versenyzett az 1986-os Formula–1 világbajnokságban. Pilótái René Arnoux és Jacques Laffite voltak, majd a szezon közepétől az utóbbit váltó Philippe Alliot.

## Áttekintés
Az előző évben használt JS25-ös átalakított változata volt: kisebb üzemanyagtankkal és átalakított aerodinamikával. Minderre az nyújtott lehetőséget, hogy az új szabályok értelmében csökkent a versenyen felhasználható üzemanyag mennyisége. Lefaragtak a túlsúlyból is, ami azért volt hasznos, mert így jobban ki tudták használni a Renault motorok teljesítményét. Az egyedüli negatívum az volt, hogy ezek a motorok nem kaptak gyári támogatást, mert a Ligier-t csak ügyfélcsapatként kezelték.
A csapat teljesen francia felállással versenyzett. Arnoux a Ferraritól érkezett, ahonnét tisztázatlan körülmények miatt lépett le. Laffite a maga 42 évével a legidősebb aktív pilóta volt. A szezon első felében sok pontot szereztek a pilóták, Laffite kétszer dobogóra is állhatott. Detroitban kettős győzelemre is esélyük lehetett volna, de Laffite csak a második lett, Arnoux pedig kiesett. A brit nagydíjon a csapat már konstruktőri negyedik volt, ekkor azonban bekövetkezett a katasztrófa: a rajt utáni balesetben Laffite komolyan megsérült, méghozzá annyira, hogy bejelentette: gyógyulása után sem kíván visszatérni a sportágba, a karrierje ezzel lényegében véget is ért.
Laffite hiánya és a fejlesztési versenyben történő lemaradás miatt a csapat kezdett visszaesni. Arnoux és Alliot a hátralévő futamokon összesen négy pontot tudtak szerezni, de ez elég volt a konstruktőri ötödik helyre az idény végén. Hosszú ideig ez volt a csapat utolsó sikeres autója, ezt követően a Ligier mély gödörbe került.

## Eredmények
(félkövérrel jelölve a pole pozíció; dőlt betűvel a leggyorsabb kör)
| Év   | Csapat        | Motor                | Gumik | Pilóták         | 1   | 2   | 3   | 4   | 5   | 6   | 7   | 8   | 9   | 10  | 11  | 12  | 13  | 14  | 15  | 16  | Pontok | Helyezés |
| ---- | ------------- | -------------------- | ----- | --------------- | --- | --- | --- | --- | --- | --- | --- | --- | --- | --- | --- | --- | --- | --- | --- | --- | ------ | -------- |
| 1986 | Équipe Ligier | Renault Gordini EF15 | P     |                 | BRA | ESP | SMR | MON | BEL | CAN | DET | FRA | GBR | GER | HUN | AUT | ITA | POR | MEX | AUS | 29     | 5.       |
| 1986 | Équipe Ligier | Renault Gordini EF15 | P     | René Arnoux     | 4   | KI  | KI  | 5   | KI  | 6   | KI  | 5   | 4   | 4   | KI  | 10  | KI  | 7   | 15  | 7   | 29     | 5.       |
| 1986 | Équipe Ligier | Renault Gordini EF15 | P     | Jacques Laffite | 3   | KI  | KI  | 6   | 5   | 7   | 2   | 6   | KI  |     |     |     |     |     |     |     | 29     | 5.       |
| 1986 | Équipe Ligier | Renault Gordini EF15 | P     | Philippe Alliot |     |     |     |     |     |     |     |     |     | KI  | 9   | KI  | KI  | KI  | 6   | 8   | 29     | 5.       |

## Forráshivatkozások
1. ↑  A Ligier-sztori… (magyar nyelven). Napi F1 sztori, 2020. május 3. (Hozzáférés: 2025. április 28.)